# Episodi di Solar Opposites (seconda stagione)
La seconda stagione della serie animata Solar Opposites, composta da 8 episodi, è stata interamente pubblicata negli Stati Uniti su Hulu il 26 marzo 2021. Un episodio speciale di Natale è stato successivamente pubblicato il 22 novembre 2021.
In Italia la stagione è stata pubblicata dal servizio di video on demand Disney+, nella sezione Star, dall'11 giugno al 30 luglio 2021. Inizialmente sarebbe dovuta uscire a partire dal 9 aprile 2021, subito dopo la prima stagione, ma è stata rimandata.
| nº                | Codice di prod. | Titolo originale                                   | Titolo italiano                                             | Pubblicazione USA | Pubblicazione Italia |
| ----------------- | --------------- | -------------------------------------------------- | ----------------------------------------------------------- | ----------------- | -------------------- |
| 1                 | 2LBF01          | The Sacred Non-repeating Number                    | Il numero sacro e irripetibile                              | 26 marzo 2021     | 11 giugno 2021       |
| 2                 | 2LBF02          | The Earth Eraser                                   | L'eliminatore della Terra                                   | 26 marzo 2021     | 18 giugno 2021       |
| 3                 | 2LBF03          | The Lake House Device                              | Il dispositivo della casa al lago                           | 26 marzo 2021     | 25 giugno 2021       |
| 4                 | 2LBF04          | The Emergency Urbanizer                            | L'urbanizzatore d'emergenza                                 | 26 marzo 2021     | 2 luglio 2021        |
| 5                 | 2LBF05          | The Rad Awesome Terrific Ray                       | Il fichissimo, fantastico, terrificante raggio              | 26 marzo 2021     | 9 luglio 2021        |
| 6                 | 2LBF06          | The Apple Pencil Pro                               | La Apple Pencil Pro                                         | 26 marzo 2021     | 16 luglio 2021       |
| 7                 | 2LBF07          | The Unlikely Demise of Terry's Favorite Shot Glass | L'inverosimile scomparsa del bicchierino preferito di Terry | 26 marzo 2021     | 23 luglio 2021       |
| 8                 | 2LBF08          | The Solar Opposites Almost Get An Xbox             | I Solar Opposites per poco non ricevono una Xbox            | 26 marzo 2021     | 30 luglio 2021       |
| Episodio speciale |                 |                                                    |                                                             |                   |                      |
| 9                 | 2LBF09          | A Very Solar Holiday Opposites Special             | Il Natale Solar Opposites                                   | 22 novembre 2021  | 22 novembre 2021     |

## Il numero sacro e irripetibile
- Titolo originale: The Sacred Non-repeating Number
- Diretto da: Lucas Gray
- Scritto da: Mike McMahan

### Trama
La famiglia, rinominata "i Solar Opposites" da Terry, ripara finalmente l'astronave. Korvo è l'unico felice di andarsene infatti, quando la nave si rompe a causa del troppo peso delle cianfrusaglie di Terry, tutti gli altri componenti sono contenti di rimanere intrappolati sulla Terra di nuovo. I Solar Opposites, grazie ad un congegno localizzatore che Terry aveva nascosto nel congelatore, scoprono la presenza di altri schlorpiani a Londra. Terry e Jesse rimangono delusi dai nuovi alieni perché vivono sottoterra e si nascondono dagli umani, seguendo le tradizioni del pianeta Schlorp; ciononostante, Korvo decide di rimanere, ma si sente inferiore quando si dimentica il numero sacro e irripetibile così viene obbligato a fare i lavori più umili. Tornati negli U.S.A., Jesse e Terry, in assenza di Korvo, distruggono la casa e Jesse adotta un'anziana cagna con un elevato bisogno di attenzioni. Yumyulack invita i ragazzi popolari ad un pigiama party, ma essi non si presentano e vanno a festeggiare da un'altra parte. Dopo averlo scoperto ed essere stato lanciato in cima ad un albero, inizia a programmare il suo satellite per ucciderli, ma si presenta Daryl, un ragazzo realmente venuto alla festa di Yumyulack, il quale diventa subito suo amico. Gli alieni di Londra rivelano a Korvo di come essi facevano parte di un'elite di ricchi partiti un mese prima dell'impatto dell'asteroide su Schlorp e gli chiedono di consegnargli la Pupa per poter tornare alle loro condizioni sociali il prima possibile. Quando Terry e Jesse si rendono conto dei danni che hanno fatto chiedono a Korvo di tornare a casa: inizialmente accetta, ma viene imprigionato dagli altri alieni. Korvo riesce a scappare ricordandosi il numero sacro e irripetibile e, usando il London Eye, insegue gli alieni che stanno andando in America per prendere la Pupa. Dopo un'incredibile battaglia, tagliata per scherzo a causa dei pochi fondi per la produzione della serie, Korvo consegna ai londinesi il cane invece della Pupa, sapendo che essi non sanno neppure come sia fatta. Dopodiché ciò gli altri alieni se ne vanno pieni di speranze, ma soprattutto pieni di attenzioni da dare al cane.

## L'eliminatore della Terra
- Titolo originale: The Earth Eraser
- Diretto da: Kim Arndt
- Scritto da: Danielle Uhlarik

### Trama
Mentre è fuori con Jesse, Yumyulack rimpicciolisce un odioso mecenate e, stranamente, Jesse non si lamenta. Terry e Jesse vengono invitati ad un apericena, ma Korvo li convince a portare tutta la famiglia. L'uomo rimpicciolito da Yumyulack scopre che dalla morte del Duca e l'ascesa di Tim, la Bacheca è diventata un'utopia. Korvo, dopo essersene andato imbarazzato dall'apericena perché considerato strano, intraprende una campagna legislativa e dichiara gli apericena illegali. Lui e Yumyulack formano una nuova sezione della polizia e iniziano ad arrestare chi trasgredisce alla nuova legge, ma Terry continua a frequentare apericena di nascosto. Nella Bacheca, Hank, un eroe di guerra famoso per aver scritto una puntata di Law & Order, investiga su un omicidio, ma viene colpito da un disturbo da stress post-traumatico ricordando la valanga di caramelle Nerds verificatasi durante una battaglia contro il Duca. Ossessionato dall'eccessivo uso della forza bruta, Yumyulack crea dei mastini assassini che trasformano le persone che partecipano agli apericena in bottiglie di vino; ma quando essi puntano Terry, Korvo cerca di salvarlo. I due sopravvivono facendo finta di stare ad un compleanno ed eliminano la legge; così Yumyulack ritrasforma le bottiglie di vino in esseri umani. Gli abitanti della Bacheca iniziano a farsi domande sul nuovo arrivato dato che non si è presentato al lavoro. In realtà, all'insaputa di tutti, è stato ucciso e le sue membra sono state sparse per la casa.

## Il dispositivo della casa al lago
- Titolo originale: The Lake House Device
- Diretto da: Bob Suarez
- Scritto da: Josh Bycel

### Trama
Dopo aver scoperto che la scatola dei reclami di un'azienda schlorpiana può mandare delle lettere indietro nel tempo (come nel film "La casa sul lago del tempo"), Korvo la usa per cambiare la pigrizia di Terry e farlo assomigliare di più a lui. Ancora bullizzato dai ragazzi popolari della scuola, Yumyulack ignora i consigli di Jesse di pomparsi e picchiarli e cerca di procurarsi dei serpenti velenosi. Avendo ottenuto solo degli ornitorinchi rabbiosi si reca in palestra come suggerito da Jesse; ma un gruppo di culturisti gli consiglia di cercare, invece, l'"Energia del Cazzo Grosso" (ECG) come Pete Davidson. Yumyulack, tramite un macchinario, si fra crescere un'enorme pene luminescente. Idris Elba lo avverte di stare attento con l'ECG e Yumyulack, per dispetto, la aumenta, facendo esplodere il Rockefeller Center mentre conduce Saturday Night Live. Yumyulack, non riuscendo a smettere di sparare raggi luminosi dal pene, viene aiutato da Sigourney Weaver, che gli consiglia di sostituire l'ECG con il "Non me ne Fotte alla Grande" (NFG). A casa le lettere di Korvo hanno fatto diventare Terry un assassino psicopatico che stana e uccide gli altri membri dei Solar Opposites. Mentre passeggia per il parco Terry incontra Yasmine, una donna cieca di cui si innamora (con un montaggio stile Up). Molti anni più tardi, dopo la morte dell'amata, invia una lettera al Korvo del passato per prevenire la sua morte, che a sua volta invia una lettera a Terry per impedirgli di diventare un assassino. Tutto torna alla normalità e Terry guarda tutta la saga di Fast & Furious.

## L'urbanizzatore d'emergenza
- Titolo originale: The Emergency Urbanizer
- Diretto da: Annisa Adjani
- Scritto da: Daniel Libman, Matt Libman

### Trama
Non volendo i replicanti tra i piedi durante l'estate, Terry e Korvo mandano Jesse e Yumyulack in un campo estivo, come suggerito dalla vicina di casa. Mentre lo stava cercando la famiglia si perde nel bosco. Dopo due mesi di vagabondaggio Korvo e Yumyulack decidono di usare l'urbanizzatore d'emergenza, un proiettile che, una volta sparato, fa crescere dal suolo un'enorme città di legno. I Solar Opposites si dividono in cerca di denaro per riuscire a ritrovare la loro auto. Korvo diventa un membro della Mafia in stile "Quei bravi ragazzi", ma viene continuamente inseguito dai lupi; Terry sogna di diventare un attore, ma si riduce ad essere una prostituta di poco valore. Yumyulack riesce a diventare un broker del mercato azionario, ma la sua azienda viene costretta a chiudere dopo un'incursione del governo; inoltre la moglie divorzia e porta con sé la sua progenie (come in The Wolf of Wall Street). Jesse, dopo essere diventata un importante fashion designer, si deprime. La famiglia si ricongiunge ad un party presso l'azienda di Jesse quando, grazie ad un incendio che distrugge quasi interamente la città, riescono ad individuare la loro macchina e scappare. Nella Bacheca, Hank e i due poliziotti stanno per trovare il serial killer che ha ucciso e mutilato cinque persone. Le tracce portano ad una squallida zona della Bacheca, dove i poliziotti uccidono un individuo, credendolo l'assassino. Hank, non convinto, continua ad analizzare gli indizi a sua disposizione e si reca presso il luogo del futuro Cherie Day, il deposito dei biscotti della fortuna. Lì si ritrova a combattere con un uomo misterioso che nascondeva un altro cadavere in un borsone. Tornati a casa, i Solar Opposites apprendono dal telegiornale che la città di legno è stata distrutta e che magicamente si è riformata. Jesse e Yumyulack tornano a scuola mentre Terry e Korvo comprano un tranquillo appartamento nella città di legno per scappare dalla frenesia, ma vengono attaccati da un alce.

## Il fichissimo, fantastico, terrificante raggio
- Titolo originale: The Rad Awesome Terrific Ray
- Diretto da: Lucas Gray
- Scritto da: Garrick Bernard

### Trama
Al centro commerciale, Korvo vede il Goobler rosso che avevano affrontato un anno prima; ma stavolta il Goobler non vuole uccidere tutti, bensì sta per sposarsi con Jen. Jesse e Yumyulack vengono rimproverati per la loro lentezza nella miglio quindi utilizzano dei caschi Schlorpiani per vincere. Avendo finito il percorso in un solo minuto, il preside li iscrive alle regionali nelle Hawaii. Jen va a casa di Terry e Korvo per invitarli al matrimonio, ma quest'ultimo crede che Jen sia troppo poco originale per distrarre il Goobler dall'uccidere Korvo. Quando Jen lo attacca, Korvo chiede a Terry di prendere il "raggio aumenta al top l'originalità" (R.A.T.), ma per errore prende il RAT, ovvero un raggio che trasforma in ratti. Jen-ratto scappa e Terry la insegue, mentre Korvo va all'addio al celibato del Goobler (che adesso si fa chiamare Chris). Durante la festa in una suite di lusso con piscina, Korvo e Chris hanno un impulso sessuale e fanno sesso anale (nonostante Korvo non abbia un ano). Nel frattempo, alle Hawaii, Jesse e Yumyulack vogliono smettere di barare, ma regolano il casco nel modo sbagliato finendo per vincere la corsa in trenta secondi. L'FBI indaga su di loro e sul perché non facciano ancora parte delle Olimpiadi giovanili per poi mandarli a rappresentare gli Stati Uniti d'America in Russia. Sentendosi in colpa per aver imbrogliato, i due replicanti usano un altro casco per darsi un'auto-lezione, ma alla fine imparano solo frasi cliché. In chiesa, Chris e Korvo aspettano Terry e Jen, ma quest'ultima non si trova; il Goobler torna così al suo stato di pazzia iniziale e scappa insultando Korvo. Nelle fogne si scopre che Jen è più felice da ratto e si innamora di un suo simile.

## La Apple Pencil Pro
- Titolo originale: The Apple Pencil Pro
- Diretto da: Kim Arndt
- Scritto da: Ariel Ladensohn

### Trama
In un Apple Store i Solar Opposites incontrano un maiale mutante che lavora al Genius Bar, Peter, che li accusa di averlo torturato, mandandoli in prigione. Sebbene nessuno se lo ricordasse, l'avvocato di famiglia dice loro che Korvo, infastidito per non aver mai vinto la gara di costolette del quartiere, ha creato un maiale in grado di sfornare costolette istantanee il cui sangue sia salsa bbq. Secondo la storia dell'avvocato, inoltre, la famiglia ha tenuto Peter incatenato nel seminterrato per vincere numerosi premi di costolette; ma, mentre Terry disegnava ciambelle sul prato con un'auto, Peter è fuggito e si è laureato in arte. Credendo di essere stati incastrati, i Solar Opposites individuano tre sospetti che potrebbero odiarli, ma, quando tornando a casa grazie ad un tunnel scavato dalla Pupa vedono i trofei vinti, si convincono che sono stati davvero loro e che si sono dimenticati. In tribunale il giudice li condanna alla pena di morte, ma Peter si oppone e propone un metodo che causa più sofferenze: torturarli pubblicamente mettendo loro dei guanti pieni di formiche proiettile brasiliane (come il rito d'iniziazione dei Sateré Mawé). Mentre la famiglia viene torturata, si scopre che i tre sospetti, guidati dall'insegnante a cui Yumyulack aveva dato artigli simili a quelli di Wolverine, avevano orchestrato tutto ricreando anche il seminterrato di Korvo in un magazzino abbandonato. Nella Bacheca, Hank cattura l'assassino, che gli rivela l'esistenza di un buco usato da lui per procurare medicine sotto indicazione di Tim. Quest'ultimo, per punire l'assassino e gli assistenti di Hank che lo proteggevano, li rinchiude in una bottiglia che riempie con una sostanza appiccicosa, uccidendoli. Tim offre ad Hank la possibilità di governare la Bacheca insieme a lui e gli dà la possibilità di annunciare pubblicamente la sua scoperta durante lo Cherie Day. Tuttavia, Hank comunica ai cittadini che gli omicidi dell'ultimo periodo sono stati compiuti da un grillo che si era infiltrato nella Bacheca.

## L'inverosimile scomparsa del bicchierino preferito di Terry
- Titolo originale: The Unlikely Demise of Terry's Favorite Shot Glass
- Diretto da: Bob Suarez
- Scritto da: Joe Saunders

### Trama
Dopo essere stata pugnalata da Tim ed essere stata gettata fuori dalla Bacheca, Cherie si risveglia con una gamba rotta nel giardino dei Solar Opposites. Mentre mangia un'aletta di pollo gigante (rispetto alle sue dimensioni) si imbatte nel Duca. Dopo aver combattuto si raccontano le loro storie e realizzano che il vero cattivo è sempre stato Tim. Iniziano a collaborare per sopravvivere e si stabiliscono in un'astronave giocattolo abbandonata nel giardino; nel frattempo sono sempre inseguiti da Jeff, un opossum femmina il cui figlio è stato ferito dal Duca che cercava di difendersi. Il Duca si accorge che Cherie ha le mestruazioni in ritardo di otto settimane e vomita spesso, quindi decidono di fare un test con una caramella. Esso rivela che la ragazza è incinta di Tim. Mentre si dirigono verso la farmacia Walgreens, Jeff li attacca e il Duca si sacrifica facendo esplodere un petardo in faccia all'opossum, i cui resti schizzano sulla finestra della cucina dove Terry fa cadere il suo cicchetto preferito. In punto di morte il Duca rivela che il suo vero nome è Ringo. Cherie continua il viaggio fino a quando gli si rompono le acque ed è costretta a partorire in un contenitore di caramelle Pez mentre Jesse le sta mangiando. Riuscita a dare alla luce il figlio e a scappare dalla confezione di dolciumi, supera la staccionata dei Solar Opposites, ma con dispiacere si rende conto che la scritta che si vedeva dal giardino era solo un cartellone pubblicitario. Decide allora di tornare alla Bacheca con sua figlia Pezlie, ma mentre si arrampica sulla parete esterna della casa per rientrare dal buco, un corvo li attacca e rischia di far precipitare Cherie e sua figlia. La Pupa, che ha sempre osservato gli eventi da vicino, decide di intervenire e sfracella il corvo a terra. Cherie rientra nella Bacheca e assiste al discorso fatto da Tim e Hank riguardo al grillo assassino; dopodiché decide di parlare con Hank e insieme si alleano per spodestare Tim.

## I Solar Opposites per poco non ricevono una Xbox
- Titolo originale: The Solar Opposites Almost Get An Xbox
- Diretto da: Annisa Adjani
- Scritto da: Josh Bycel, Jen McCartney

### Trama
Dopo un'orgia i Solar Opposites scoprono che la Pupa ha cambiato di nuovo colore e che il suo azzurro significa che moriranno a mezzanotte: la Pupa li mangerà e finalmente terraformerà il pianeta Terra. Korvo decide di scavarsi le fosse da soli e va a riprendere la sua pala che aveva prestato ad un vicino. Lì scopre che la morte è una cosa definitiva e che non si dovrebbe morire se non si è appagati appieno. La famiglia crede di esserlo, ma l'assistente virtuale Aisha mostra i livelli di appagamento di ogni membro e risultano molto bassi. I Solar Opposites scrivono dei bigliettini con azioni potenzialmente appaganti e, alla fine, decidono di andare a Rio de Janeiro per aiutare una squadra di pallanuoto a vincere il campionato. Quando arrivano in piscina si rendono conto che sono tutti allenati, così decidono di dare degli handicap ai giocatori paraguayani per poi aiutarli facendo vincere loro la gara. Una volta a casa si accorgono che i loro livelli sono variati pochissimo così ognuno va per la sua strada; nel frattempo la Pupa si prepara a mangiarli affilando coltelli. Quando si riuniscono, solo Terry è pienamente appagato, ma, a causa di un litigio, cade dalla finestra e muore. Così facendo, i suoi livelli vengono trasferiti agli altri, che cercano di uccidersi a vicenda. Dopo aver sfasciato casa, ma soprattutto dopo che l'orco creato da Korvo ha ucciso Yamyulack, Jesse si rende conto che quello che stanno facendo è sbagliato, ma una sua trappola in stile Mamma, ho perso l'aereo uccide Korvo. Jesse si pente e si prepara a morire, ma, scaduto il conto alla rovescia, non succede nulla. Ad un tratto le teste dei Solar Opposites esplodono rivelando dei funghi al loro interno. Essi si trasformano e i membri della famiglia rinascono sotto forma di alberi. Il loro vicino si scusa per averli fatti preoccupare sulla morte e la famiglia risulta appagata completamente quando lo insultano tutti insieme. Korvo riceve un messaggio da Hulu che annuncia uno speciale natalizio in arrivo nella terza stagione.

## Il Natale Solar Opposites
- Titolo originale: A Very Solar Holiday Opposites Special
- Diretto da: Lucas Gray
- Scritto da: Mike McMahan